# 鳳城君
凤城君（韓語：봉성군，1528年4月29日—1547年11月7日），本名李岏（이완）、又作李𡵻（이항），字子瞻，是朝鮮王朝中宗李怿的庶六子，生母熙嬪洪氏。被牵扯进逆谋案，在文定大王大妃下達懿旨明宗四年閏九月二十五日赐死，後追谥懿愍。
夫人东萊郑氏為奉常寺正郑惟仁之女，稱蜂院郡夫人（韓語：봉원군부인），於宣祖廿三年二月廿九日（1589年4月13日）過世。凤城君無子，有一女為沈忠謙夫人；沈忠謙為景宗端懿王后六世祖。後以其堂姪文城君李健（韓語：문성군 이건，1560年—1623年）出继凤城君李岏，文城君是成宗子景明君孫、安南君李寿錬三子。